# Loftmjölbagge
Loftmjölbagge (Tenebrio obscurus) är en skalbaggsart som beskrevs av Fabricius 1792. Loftmjölbagge ingår i släktet Tenebrio och familjen svartbaggar. Enligt den finländska rödlistan är arten nationellt utdöd i Finland. Enligt den svenska rödlistan är arten otillräckligt studerad i Sverige. Arten förekommer i Götaland. Artens livsmiljö är byggnader. Inga underarter finns listade i Catalogue of Life.